# Moitessieria nezi
Moitessieria nezi is een slakkensoort uit de familie van de Moitessieriidae. De wetenschappelijke naam van de soort is voor het eerst geldig gepubliceerd in 2001 door Boeters & Bertrand.